# 20e étape du Tour de France 2011
Pour un article plus général, voir Tour de France 2011.
La 20e étape du Tour de France 2011 s'est déroulée le samedi 23 juillet 2011 à Grenoble. L'Allemand Tony Martin a remporté le contre-la-montre de 42,5 km, devant l'Australien Cadel Evans. Ce dernier prend la tête du classement général avec une avance d'1 min 34 s sur Andy Schleck et de 2 min 30 s sur Fränk Schleck.

## La course
Alors que les coureurs les mieux placés au classement général ne se sont pas encore élancés, Tony Martin réalise le meilleur temps en 55 min 33 s, soit avec 1 min 29 s d'avance sur Thomas De Gendt qui le suit au classement provisoire. Au premier passage intermédiaire, Andy Schleck a perdu 36 s sur Cadel Evans. Pierre Rolland ne perd que 48 s sur Rein Taaramäe et conserve le maillot blanc de meilleur jeune du Tour. Cadel Evans passe en deuxième position au deuxième passage intermédiaire et est alors virtuellement maillot jaune du Tour. Thomas Voeckler conserve la quatrième place au classement général. Cadel Evans termine deuxième de l'étape, à 7 s de Tony Martin, et prend le maillot jaune à Andy Schleck qui termine 17e de l'étape à 2 min 38 s de Tony Martin et 2 min 31 s de Cadel Evans.

## Classements intermédiaires
|    | Coureur              | Pays      | Équipe              |    | Temps       |
| -- | -------------------- | --------- | ------------------- | -- | ----------- |
| 1  | Tony Martin          | Allemagne | HTC-Highroad        | en | 20 min 12 s |
| 2  | Alberto Contador     | Espagne   | Saxo Bank-SunGard   | +  | 21 s        |
| 3  | Cadel Evans          | Australie | BMC Racing          |    | 21 s        |
| 4  | Edvald Boasson Hagen | Norvège   | Sky                 |    | 22 s        |
| 5  | Thomas De Gendt      | Belgique  | Vacansoleil         |    | 25 s        |
| 6  | Fabian Cancellara    | Suisse    | Leopard-Trek        |    | 30 s        |
| 7  | Peter Velits         | Slovaquie | HTC-Highroad        |    | 34 s        |
| 8  | Kristjan Koren       | Slovénie  | Liquigas-Cannondale |    | 40 s        |
| 9  | Rein Taaramäe        | Estonie   | Cofidis             |    | 43 s        |
| 10 | Samuel Sánchez       | Espagne   | Euskaltel-Euskadi   |    | 44 s        |

|    | Coureur                | Pays      | Équipe              |    | Temps       |
| -- | ---------------------- | --------- | ------------------- | -- | ----------- |
| 1  | Tony Martin            | Allemagne | HTC-Highroad        | en | 41 min 08 s |
| 2  | Cadel Evans            | Australie | BMC Racing          | +  | 7 s         |
| 3  | Thomas De Gendt        | Belgique  | Vacansoleil-DCM     |    | 38 s        |
| 4  | Alberto Contador       | Espagne   | Saxo Bank-SunGard   |    | 42 s        |
| 5  | Fabian Cancellara      | Suisse    | Leopard-Trek        |    | 1 min 02 s  |
| 6  | Richie Porte           | Australie | Saxo Bank-SunGard   |    | 1 min 03 s  |
| 7  | Samuel Sánchez         | Espagne   | Euskaltel-Euskadi   |    | 1 min 08 s  |
| 8  | Jean-Christophe Péraud | France    | AG2R La Mondiale    |    | 1 min 13 s  |
| 9  | Kristjan Koren         | Slovénie  | Liquigas-Cannondale |    | 1 min 19 s  |
| 10 | Edvald Boasson Hagen   | Norvège   | Sky                 |    | 1 min 26 s  |

| - 3. Saint-Martin-d'Hères (kilomètre 37,5) \| \| Coureur \| Pays \| Équipe \| \| Temps \| \| -- \| ---------------------- \| --------- \| ----------------- \| -- \| ----------- \| \| 1 \| Tony Martin \| Allemagne \| HTC-Highroad \| en \| 49 min 55 s \| \| 2 \| Cadel Evans \| Australie \| BMC Racing \| + \| 2 s \| \| 3 \| Alberto Contador \| Espagne \| Saxo Bank-SunGard \| \| 53 s \| \| 4 \| Thomas De Gendt \| Belgique \| Vacansoleil-DCM \| \| 1 min 06 s \| \| 5 \| Samuel Sánchez \| Espagne \| Euskaltel-Euskadi \| \| 1 min 19 s \| \| 6 \| Richie Porte \| Australie \| Saxo Bank-SunGard \| \| 1 min 24 s \| \| 7 \| Jean-Christophe Péraud \| France \| AG2R La Mondiale \| \| 1 min 26 s \| \| 8 \| Fabian Cancellara \| Suisse \| Leopard-Trek \| \| 1 min 29 s \| \| 9 \| Edvald Boasson Hagen \| Norvège \| Sky \| \| 1 min 42 s \| \| 10 \| Peter Velits \| Slovaquie \| HTC-Highroad \| \| 1 min 46 s \| |                        |           |                   |    |             |
| | Coureur                | Pays      | Équipe            |    | Temps       |
| 1 | Tony Martin            | Allemagne | HTC-Highroad      | en | 49 min 55 s |
| 2 | Cadel Evans            | Australie | BMC Racing        | +  | 2 s         |
| 3 | Alberto Contador       | Espagne   | Saxo Bank-SunGard |    | 53 s        |
| 4 | Thomas De Gendt        | Belgique  | Vacansoleil-DCM   |    | 1 min 06 s  |
| 5 | Samuel Sánchez         | Espagne   | Euskaltel-Euskadi |    | 1 min 19 s  |
| 6 | Richie Porte           | Australie | Saxo Bank-SunGard |    | 1 min 24 s  |
| 7 | Jean-Christophe Péraud | France    | AG2R La Mondiale  |    | 1 min 26 s  |
| 8 | Fabian Cancellara      | Suisse    | Leopard-Trek      |    | 1 min 29 s  |
| 9 | Edvald Boasson Hagen   | Norvège   | Sky               |    | 1 min 42 s  |
| 10 | Peter Velits           | Slovaquie | HTC-Highroad      |    | 1 min 46 s  |

## Points maillot vert
- Points distribués pour le maillot vert correspondant au classement de l'étape

| \| Premier \| Tony Martin \| 20 pts. \| \| Deuxième \| Cadel Evans \| 17 pts. \| \| Troisième \| Alberto Contador \| 15 pts. \| \| Quatrième \| Thomas De Gendt \| 13 pts. \| \| Cinquième \| Richie Porte \| 11 pts. \| \| Sixième \| Jean-Christophe Péraud \| 10 pts. \| \| Septième \| Samuel Sánchez \| 9 pts. \| \| Huitième \| Fabian Cancellara \| 8 pts. \| \| Neuvième \| Peter Velits \| 7 pts. \| \| Dixième \| Rein Taaramäe \| 6 pts. \| \| Onzième \| Tom Danielson \| 5 pts. \| \| Douzième \| Edvald Boasson Hagen \| 4 pts. \| \| Treizième \| Thomas Voeckler \| 3 pts. \| \| Quatorzième \| Maxime Monfort \| 2 pts. \| \| Quinzième \| Kristjan Koren \| 1 pt. \| |                        |         |
| Premier | Tony Martin            | 20 pts. |
| Deuxième | Cadel Evans            | 17 pts. |
| Troisième | Alberto Contador       | 15 pts. |
| Quatrième | Thomas De Gendt        | 13 pts. |
| Cinquième | Richie Porte           | 11 pts. |
| Sixième | Jean-Christophe Péraud | 10 pts. |
| Septième | Samuel Sánchez         | 9 pts.  |
| Huitième | Fabian Cancellara      | 8 pts.  |
| Neuvième | Peter Velits           | 7 pts.  |
| Dixième | Rein Taaramäe          | 6 pts.  |
| Onzième | Tom Danielson          | 5 pts.  |
| Douzième | Edvald Boasson Hagen   | 4 pts.  |
| Treizième | Thomas Voeckler        | 3 pts.  |
| Quatorzième | Maxime Monfort         | 2 pts.  |
| Quinzième | Kristjan Koren         | 1 pt.   |

## Classement de l'étape
|    | Coureur                | Pays      | Équipe            |    | Temps       |
| -- | ---------------------- | --------- | ----------------- | -- | ----------- |
| 1  | Tony Martin            | Allemagne | HTC-Highroad      | en | 55 min 33 s |
| 2  | Cadel Evans            | Australie | BMC Racing        | +  | 7 s         |
| 3  | Alberto Contador       | Espagne   | Saxo Bank-SunGard |    | 1 min 06 s  |
| 4  | Thomas De Gendt        | Belgique  | Vacansoleil-DCM   |    | 1 min 29 s  |
| 5  | Richie Porte           | Australie | Saxo Bank-SunGard |    | 1 min 30 s  |
| 6  | Jean-Christophe Péraud | France    | AG2R La Mondiale  |    | 1 min 33 s  |
| 7  | Samuel Sánchez         | Espagne   | Euskaltel-Euskadi |    | 1 min 37 s  |
| 8  | Fabian Cancellara      | Suisse    | Leopard-Trek      |    | 1 min 42 s  |
| 9  | Rein Taaramäe          | Estonie   | Cofidis           |    | 2 min 03 s  |
| 10 | Peter Velits           | Slovaquie | HTC-Highroad      |    | 2 min 03 s  |

## Classement général
|    | Coureur                | Pays       | Équipe              | Temps | Temps            |
| -- | ---------------------- | ---------- | ------------------- | ----- | ---------------- |
| 1  | Cadel Evans            | Australie  | BMC Racing          | en    | 83 h 45 min 20 s |
| 2  | Andy Schleck           | Luxembourg | Leopard-Trek        | +     | 1 min 34 s       |
| 3  | Fränk Schleck          | Luxembourg | Leopard-Trek        |       | 2 min 30 s       |
| 4  | Thomas Voeckler        | France     | Europcar            |       | 3 min 20 s       |
| 5  | Alberto Contador       | Espagne    | Saxo Bank-SunGard   |       | 3 min 57 s       |
| 6  | Samuel Sánchez         | Espagne    | Euskaltel-Euskadi   |       | 4 min 55 s       |
| 7  | Damiano Cunego         | Italie     | Lampre-ISD          |       | 6 min 05 s       |
| 8  | Ivan Basso             | Italie     | Liquigas-Cannondale |       | 7 min 23 s       |
| 9  | Tom Danielson          | États-Unis | Garmin-Cervélo      |       | 8 min 15 s       |
| 10 | Jean-Christophe Péraud | France     | AG2R La Mondiale    |       | 10 min 11 s      |

## Classements annexes

### Classement par points
|   | Cycliste           | Pays        | Équipe             | Points |
| - | ------------------ | ----------- | ------------------ | ------ |
| 1 | Mark Cavendish     | Royaume-Uni | HTC-Highroad       | 280    |
| 2 | José Joaquín Rojas | Espagne     | Movistar           | 265    |
| 3 | Philippe Gilbert   | Belgique    | Omega Pharma-Lotto | 230    |

### Classement du meilleur grimpeur
|   | Cycliste        | Pays       | Équipe             | Points |
| - | --------------- | ---------- | ------------------ | ------ |
| 1 | Samuel Sánchez  | Espagne    | Euskaltel-Euskadi  | 108    |
| 2 | Andy Schleck    | Luxembourg | Leopard-Trek       | 98     |
| 3 | Jelle Vanendert | Belgique   | Omega Pharma-Lotto | 74     |

### Classement du meilleur jeune
|   | Cycliste       | Pays    | Équipe       | Temps | Temps            |
| - | -------------- | ------- | ------------ | ----- | ---------------- |
| 1 | Pierre Rolland | France  | Europcar     | en    | 83 h 56 min 03 s |
| 2 | Rein Taaramäe  | Estonie | Cofidis      | +     | 46 s             |
| 3 | Jérôme Coppel  | France  | Saur-Sojasun |       | 7 min 53 s       |

### Classement par équipes
|   | Équipe            | Pays       | Temps | Temps             |
| - | ----------------- | ---------- | ----- | ----------------- |
| 1 | Garmin-Cervélo    | États-Unis | en    | 250 h 57 min 43 s |
| 2 | Team Leopard-Trek | Luxembourg |       | 11 min 04 s       |
| 3 | AG2R La Mondiale  | France     | +     | 11 min 20 s       |

## Abandon(s)
Aucun abandon.